# Річард Чемберлен
Джордж Річард Чемберлен (англ. George Richard Chamberlain; 31 березня 1934, Лос-Анджелес, Каліфорнія — 29 березня 2025, Вайманало, Гаваї) — американський актор кіно і телебачення. З 1961 до 1966 рік він грав головну роль в телесеріалі «Доктор Кілдер», за який здобув премію «Золотий глобус» 1963. Він також знявся в таких відомих телефільмах, як «Сьогун», «Ті, що співають у терні», «Казанова», «Таємниця особистості Борна», а також в декількох повнометражних фільмах.

## Життєпис

### Раннє життя
Джорж Річард Чемберлен народився 31 березня 1934 в родині Чарльза та Ельзи Чемберлен в Лос-Анджелесі. Він був другою дитиною, його брат Білл був старший на 6 років. Його батько працював у торговельній компанії, що постачала товарами мережу фірмових магазинів — матеріальне становище родини завжди було хорошим, хоча вона і не була багатою. Через два роки після народження Річарда сім'я купила семикімнатний будинок в Беверлі-Хіллз, Голлівуд. Батько Чемберлена був добре знаний як оратор Товариства Анонімних Алкоголіків. За визнанням багатьох людей, він просто врятував їх життя своїми натхненними промовами та прикладом. У шість років Річард пішов до школи та закінчив спочатку Beverly Vista Grammer School, а потім — Beverly Hills High School (1952). У випускних класах він вважався юнаків з найкращими манерами. Після закінчення школи майбутній актор хотів стати художником та вивчав живопис в знаменитому Pomona College в Кларемонт, в 25 милях від Голлівуду. Він спеціалізувався на прикладному живописі та поступово дедалі більше захоплювався грою в театрі коледжу. Після його закінчення (1956) він вирішив, що хоче стати актором. Але незабаром був покликаний на військову службу в Кореї, де служив два роки і дослужився до сержантського звання.

### Кар'єра
Повернувшись в Лос-Анджелес, він почав обходити студії та агентів у пошуках акторської роботи. У цей час Річард знявся в епізодичних ролях, таких як Піт в «Димок зі ствола» («Gunsmoke») і Клей Пайн на «Альфред Хічкок представляє» («Alfred Hitchcock Presents»). Не маючи спеціальної освіти, у вільний час він брав уроки акторської майстерності. У цей час студія MGM готувала багатосерійну телевізійну версію «Доктора Килдер» «Dr. Kildare (1961—1966) [Архівовано 11 червня 2014 у Wayback Machine.]», одну з найуспішніших робіт студії, і шукала молодого перспективного артиста на цю роль. Річард Чемберлен був 36 актором, який прослуховувався на цю роль. За один вечір він і «Доктор Килдер» стали сенсацією. Його обличчя стало впізнаваним в усьому світі. Він отримував 12 тисяч листів на тиждень, більше, ніж Кларк Гейбл на піку своєї слави. Серіал приніс йому першу Золотий глобус та кілька інших нагород. У ці ж роки Річард серйозно займався вдосконаленням свого голосу і брав уроки співу. Його альбоми, що вийшли на початку 60-х, стали хітами [Архівовано 11 червня 2014 у Wayback Machine.]. Один з них був на тему з «Доктора Килдер», озаглавлений «Три зірки будуть світити сьогодні вночі» («Three Stars Will Shine Tonight»), яка була хітом під № 10 згідно з Billboard Hot 100 Charts.
У 1968 він їде в Англію та наважується вийти на сцену в ролі Гамлета, якого американські актори не грали вже 40 років з часів Джона Баррімора. Його втілення Гамлета отримало захоплену оцінку глядачів та критиків. Коли йому було 45 років, тріумф повторився, і нове покоління відкрило Річарда Чемберлена в міні-серіалі «Сьогун», де він зіграв головного героя — шкіпера Джона Блекторн. У цей час він був під № 3 після акторів Шона Коннері і Альберта Фіннея. Серіал став хітом та Річард Чемберлен знову знайшов славу, подібну до тієї, яка у нього була після «Dr. Kildare». Через кілька років він разом з Рейчел Ворд зіграв священика в міні-серіалі «Ті, що співають у терні». Його назвали «королем міні-серіалів» після того, як він зіграв також головних героїв у міні-серіалах «Валленберг — історія героя», «Таємниця імені Борна», «Сентенніал», «дорога на захід» («Dream West»). У 90-х був зіркою дуже успішних театральних постановок «Моя прекрасна леді [Архівовано 5 січня 2014 у Wayback Machine.]» та «Звуки музики».
Останнім часом він успішно грає в театрі та постійно знімається в кіно. Він знявся в ролі Генрі Хіггінса в 1993—1994 у бродвейській постановці «Моя прекрасна леді». Восени 2005 Чемберлен знову повернувся на бродвейську сцену у мюзиклі «Scrooge: The Musical».
У 2006 він з'явився в епізоді телесеріалу «Віртуози», а також в епізоді четвертого сезону «Частини тіла». Рік по тому він з'явився в епізоді серіалу «Відчайдушні домогосподарки». У 2008 і 2009 він виступав у регіональному турі мюзиклу «Спамалот», а в 2010 з'явився в епізодах серіалів «Вплив» і «Чак». У 2010—2011 у нього була роль другого плану в серіалі «Брати та сестри», де він зіграв старого друга та колишнього коханого персонажа Соула. Він також зіграв головну роль в низькобюджетному фільмі «We are the Hartmans», який поки вийшов.

### Особисте життя
Річард Чемберлен з середини 1970-х до 2010 перебував у цивільному гей-шлюбі з актором, продюсером та письменником Мартіном Раббеттом.
У 2003 Чемберлен написав біографічну книгу «Shattered Love[недоступне посилання з липня 2019]» («Розбита любов»), в якій розповів про свої багаторічні переживання, пов'язані з гомосексуальною орієнтацією. У книзі описані етапи його духовного становлення. Основною ідеєю книги є любов та щастя, які існують всередині людини, яка живе з відкритим серцем. Останніми роками Річард Чемберлен відновив свої заняття живописом. У своїх картинах «Age and Wisdom» [Архівовано 22 лютого 2014 у Wayback Machine.] («Вік та мудрість»), «Somewhere Within» [Архівовано 22 лютого 2014 у Wayback Machine.] («Десь усередині Нас») та інших він відбив свої філософські погляди.
Навесні 2010 актор покинув Гаваї, де понад тридцять років проживав разом з Мартіном Раббеттом, і повернувся до Лос-Анджелесу.
Річард Чемберлен помер 29 березня 2025 року у Вайманало, штат Гаваї, за два дні до свого 91-го дня народження від ускладнення після інсульту.

## Фільмографія
- 2018 — Кінотеатр жахів/Nightmare Cinema — Мірарі
- 2017 — Твін Пікс: Повернення/Twin Peaks: The Return — Білл Кеннеді
- 2011 — Ми — Гартман/We are the Hartmans — містер Гартман
- 2010–2011 — Брати та сестри
- 2006 — Strength and Honor/(pre-production) (attached),Denis O'Leary
- 2006 — Чорна борода/Blackbeard —губернатор Чарлі Еден Хастл
- 2006 — Уїлл та Грейс —Джеймс Віттакер
- 2005 — Steams Like Old Times/TV Episode,Clyde
- 2004 — Japan: Memoirs of a Secret Empire /NarratorThe Drew Carey Show
- 2002 — Look Mom, One Hand!/TV Episode,Maggie Wick
- 2002 — The Curse of the Mummy/TV Episode,Maggie WickTouched by an Angel
- 2000 — The Face on the Bar Room Floor/TV Episode,Everett/Jack Clay
- 1999 — Too Rich: The Secret Life of Doris Duke/(ТБ),Bernard Lafferty
- 1999 — The Pavilion /Huddlestone
- 1997 — All the Winters That Have Been/(ТБ),Dane Corvin
- 1997 — The Lost Daughter/(ТБ),Andrew McCracken
- 1997 — A River Made to Drown In /Thaddeus MacKenzie
- 1996 — Ті, що співають у терні: Втрачені роки/The Thorn Birds: The Missing Years/(ТБ), Ральф де Брікассар
- 1995 — Bird of Prey /Jonathan Griffith
- 1993 — Ordeal in the Arctic/(ТБ),Captain John Couch
- 1991 — Night of the Hunter/(ТБ),Harry Powell
- 1991 — The Astronomers/телесеріал,Narrator
- 1991 — Aftermath: A Test of Love/(ТБ),Ross Colburn
- 1989 — Island Son/телесеріал,Dr. Daniel Kulani
- 1989 — Повернення мушкетерів/The Return of the Musketeers —Араміс
- 1988 — Таємниця особистості Борна/The Bourne Identity —Джейсон Борн
- 1987 — Казанова /Casanova (ТБ) —Джакомо Казанова
- 1987 — River Song: A Natural History of the Colorado River in Grand CanyonNarrator
- 1986 — Аллан Квотермейн та втрачене місто золота/англ. Allan Quatermain and the Lost City of Gold —Аллан Куотермейн
- 1986 — Dream West/(міні) телесеріал,John Charles Fremont
- 1985 — Копальні царя Соломона/англ. King Solomon's Mines — Аллан Куотермейн
- 1985 — Валленберг  — історія героя[en]/англ. Wallenberg: A Hero's Story (ТБ) — Рауль Валленберг
- 1985 — The Miracle/(ТБ)
- 1983 — Cook & Peary: The Race to the Pole (1983) (ТБ),Frederick Cook
- 1983 — Ті, що співають у терні/The Thorn Birds —Ральф де Брікассар
- 1982 — Дзвінки/Murder by Phone /Nat Bridger
- 1980 — Сьогун/Shogun/(ТБ),Джон Блекторн
- 1978 — The Good Doctor/(ТБ),Антон Чехов
- 1978 — Centennial/(міні) телесеріал,Alexander McKeag
- 1978 — The Swarm /Dr. Hubbard
- 1977 — Остання хвиля —Девід Бертон
- 1977 — Людина в залізній масці/The Man in the Iron Mask —Людовик XIV, Філіп
- 1976 — The Slipper and the Rose /Prince Edward
- 1975 — The Little Mermaid /Narrator
- 1975 — Граф Монте Крісто/The Count of Monte-Cristo —Едмон Дантес
- 1975 — The Christmas Messenger/(ТБ),Christmas Messenger
- 1974 — Чотири мушкетери/The Four Musketeers —Араміс
- 1974 — Пекло в піднебессі /Roger Simmons
- 1974 — The Lady's Not for Burning/(ТБ), Thomas Mendip
- 1974 — F. Scott Fitzgerald and 'The Last of the Belles'/(ТБ), F. Scott Fitzgerald
- 1973 — Три мушкетери/The Three Musketeers —Араміс
- 1972 — The Woman I Love/(ТБ),Король Едуард VIII
- 1972 — Леді Кароліна Лем/Lady Caroline Lamb —Байрон
- 1970 — Любителі музики/The Music Lovers —Петро Ілліч Чайковський
- 1970 — Hamlet —Гамлет
- 1970 — Юлій Цезар/Julius Caesar —Октавіан Август
- 1969 — The Madwoman of Chaillot /Roderick
- 1968 — Petulia /David Danner
- 1968 — The Portrait of a Lady/(ТБ),Ralph Touchett
- 1965 — Joy in the Morning /Carl BrownThe Eleventh Hour
- 1963 — Four Feet in the Morning/TV Episode,Dr. James Kildare
- 1963 — Twilight of Honor /David Mitchell
- 1961 — Dr. Kildare/телесеріал,Dr. James Kildare
- 1961 — A Thunder of Drums /Lt. Porter Whispering Smith
- 1961 — Stain of Justice/TV Episode,Chris HarringtonThe Deputy
- 1961 — The Edge of Doubt/TV Episode,Jerry Kirk
- 1960 — The Secret of the Purple Reef /Dean ChristopherThriller
- 1960 — The Watcher/TV Episode,Larry CarterGunsmoke
- 1960 — The Bobsy Twins/TV Episode,PeteMr. Lucky
- 1960 — Operation Fortuna/TV Episode,Alec BourbonStreet Beat
- 1960 — Target of Hate/TV Episode,Dale WellingtonAlfred Hitchcock Presents
- 1959 — Road Hog/TV Episode,Clay Pine

## Дискографія
'Сингли з альбому Richard Chamberlain Sings: '  — UK # 8
- «Theme From Dr. Kildare (Three Stars Will Shine Tonight)» (1962) — UK #12[15]
- «Love Me Tender» (1962) — US #21; UK #15[15]
- «All I Have to Do Is Dream» (1963)
- «Hi-Lili, Hi-Lo» (1963) — UK #20[15]
- «I Will Love You» (1963)
- «True Love» (1963) — UK #30[15]

Сингли з альбому Twilight of Honor:
- «Blue Guitar» (1963)

Сингли з альбому Richard Chamberlain (akaJoy in the Morning) :
- «Rome Will Never Leave You» (1964)

From The Slipper and the Rose:
- «Secret Kingdom» (1976)
- «He Danced With Me/She Danced With Me» (1976)
- «What a Comforting Thing to Know» (1976)
- «Why Can't I Be Two People?» (1976)
- «Bride-Finding Ball» (1976)

## Нагороди та номінації
- Golden Globe Best Actor TV Drama 1969 — 1989, 1981 («Shogun»)
- Golden Globe Best Actor TV Miniseries Film 1981 — 1999, 1984 («The Thorn Birds») («Ті що співають у терні»)
- 1980 Golden Globe Award Best TV Actor — Drama («Centennial»)
- 1986 Golden Globe Award Best Performance by an Actor in a Mini-Series or Motion Picture Made for TV («Wallenberg: A Hero's Story»)
- 1989 Golden Globe Award Best Performance by an Actor in a Mini-Series or Motion Picture Made for TV («The Bourne Identity»)
- 2000 Star on the Hollywood Walk Of Fame
- 1964 Photoplay Awards Most Popular Male Star
- 1963 Photoplay Awards Most Popular Male Star
- 1963 Golden Globe Award Best Male TV Star
- 1962 Photoplay Awards Most Popular Male Star
- Australian Film Institute Best Actor in a Lead Role («The Last Wave»)